# آنکارونگانا
آنکارونگانا (به لاتین: Ankarongana) یک منطقهٔ مسکونی در ماداگاسکار است که در بفندریانا-نورد واقع شده‌است. آنکارونگانا ۱۷٬۰۰۰ نفر جمعیت دارد و ۵۹۰ متر بالاتر از سطح دریا واقع شده‌است.